# Hệ thống quản lý kho
Hệ thống quản lý kho (tiếng Anh: warehouse management system - WMS) là một phần mềm ứng dụng được thiết kế để hỗ trợ việc quản lý kho hàng của doanh nghiệp nhằm thực hiện các chức năng kiểm soát và theo dõi các chuyển giao và lưu trữ các nguồn lực sẵn có.
Hệ thống quản lý kho (WMS) ra đời nhằm hỗ trợ doanh nghiệp có được cái nhìn tổng quát về tình hình và hoạt động của kho hàng trong thời gian thực (real-time: một thuật ngữ rất quan trọng trong công tác quản lý); kiểm soát nhân viên kho; hỗ trợ việc lập kế hoạch hàng ngày cho nhà quản trị. Hệ thống quản lý kho giúp đảm bảo tính thống nhất cao giữa các bộ phận liên quan, đáp ứng nhu cầu quản lý, tối ưu hóa việc lưu kho, hạn chế tối đa tình trạng thất thoát trong quá trình xuất nhập kho.

## Tính năng của hệ thống quản lý kho
Một hệ thống quản lý kho bao gồm các chức năng chính:
- Kế hoạch (Planning): Hoàn thiện kế hoạch hàng ngày để tiếp nhận các hoạt động nhập kho, lựa chọn khối lượng công việc cũng như thay đổi hay xử lý các đơn đặt hàng trong ngày, ước tính nguồn nhân lực và số lượng xe cần thiết để đảm bảo cho quá trình vận chuyển đạt hiệu quả cao nhất, thông tin với các hãng vận tải được giữ liên tục và thông báo kịp thời để đáp ứng yêu cầu trong ngày một cách nhanh nhất.
- Tổ chức (Organizing): Xác định thứ tự các đơn hàng được chọn. Việc tổ chức các đơn hàng được chọn này được thực hiện bằng nhiều cách nhằm đáp ứng các yêu cầu khác nhau của doanh nghiệp. Mục đích chính của nhà quản trị khi họ sử dụng chức năng tổ chức là để kiểm soát và phát hiện ra những đơn hàng không đem lại lợi nhuận cho doanh nghiệp và từ chối chúng. Cách đầu tiên để thực hiện mục đích này áp dụng “Kế hoạch Sóng”/ “Chọn Sóng”. Kế hoạch này bao gồm 2 mục tiêu: giảm thiểu không gian chứa những đơn hàng không đem lại lợi nhuận và hỗ trợ giám sát tiến trình, giảm thiểu sự chậm trễ của hệ thống giao vận thông qua việc tạo ra các đơn hàng theo một “dòng chảy” nhất định.
- Nhân sự (Staffing): Nhân viên làm việc liên quan đến hoạt động của kho. Chỉ định và hướng dẫn nhân viên làm việc với chức năng của kho, để giảm thiểu thời gian.
- Chỉ đạo (Directing): Giúp đảm bảo các quy trình và thủ tục trong quản lý kho được thống nhất, phù hợp với tính chất công việc và mục đích của công ty. Chức năng này cũng có thể được sử dụng để phân chia công việc cho từng nhân viên và quản lý hiệu quả sau đó.
- Kiểm soát (Controlling): Cung cấp các mốc kết quả để nhà quản trị có căn cứ theo dõi tiến trình công việc hàng ngày. Thông qua đó có thể đáp ứng các yêu cầu một cách kịp thời và chính xác, cũng như phân tích hiệu suất công việc tại kho thông qua các dữ liệu và báo cáo.
- Các dịch vụ gia tăng (Value-Added Services): Cung cấp thêm các dịch vụ như Cổng thông tin khách hàng, tích hợp EDI, Bảng điều khiển KPI theo từng ngành, Ứng dụng quản lý nhà kho trên di động, quản lý tài liệu, theo dõi công việc...

## Các thành phần của một hệ thống quản lý kho
Một hệ thống quản lý kho WMS bao gồm 5 thành phần giúp hoàn thành 5 tính năng của hệ thống:
- Phần mềm quản lý kho: Phần mềm quản lý kho bao gồm các chức năng có sẵn và các quy trình chung. Nhiều ứng dụng là mô-đun và có thể được mở rộng với các chức năng bổ sung như giao dịch theo thời gian thực vào một hệ thống ERP[3]
- Máy tính, Laptop, Điện thoại di động và các thiết bị điện tử thông minh khác: Đây là những công cụ hỗ trợ doanh nghiệp cài đặt, ứng dụng và sử dụng WMS.
- Máy in mã vạch: Tùy thuộc vào mong muốn và chiến lược kinh doanh cụ thể của doanh nhiệp mà phương pháp tạo mã vạch cho từng sản phẩm/lô sản phẩm là khác nhau. Mã vạch trên mỗi một sản phẩm/lô sản phẩm là tích hợp các thông tin về mã hàng, tên mặt hàng, đơn vị tính, nhà cung cấp, số series, nguồn gốc của chính sản phẩm/lô sản phẩm đó. Máy in mã vạch giúp doanh nghiệp thực hiện việc tạo mã vạch này.
- Máy quét mã vạch: Máy quét mã vạch có nhiệm vụ kết nối với máy tính để đọc mã vạch trên sản phẩm/lô sản phẩm khi nhập kho, xuất kho và cả khi thanh toán.
- Mạng không dây: Mạng không dây giúp doanh nghiệp có thể cập nhật tình hình thực tế ở kho hàng tại mọi thời điểm và ở bất cứ đâu.

## Các loại hệ thống quản lý kho
- Hệ thống quản lý kho có thể là các hệ thống độc lập hoặc bộ cung cấp dây chuyền chuỗi cung ứng, các mô-đun của một hệ thống ERP (Hoạch định tài nguyên doanh nghiệp) như Odoo, Megaventory, Visual World. Tùy thuộc vào mô hình và tính phức tạp của doanh nghiệp mà đôi khi hệ thống quản lý kho đơn giản chỉ như một bản danh sách viết tay được cập nhật khi cần thiết, hoặc là các bản tính được tạo ra nhờ phần mềm Microsoft Excel, Access.[4]
- Hệ thống quản lý kho khi đưa vào sử dụng sẽ ứng dụng một loạt các công nghệ truyền thông tin (tần số vô tuyến), công nghệ tự động ID (mã vạch, RFID,...), các máy tính và thiết bị di động, xử lý vật liệu tự động (băng truyền và phân loại) với thiết bị kho (máy băng truyền, kho tự động, công cụ sửa chữa).